# 光果珍珠茅
光果珍珠茅（学名：Scleria laeviformis），为莎草科珍珠茅属下的一个植物种。生长在山谷、溪边、密林中或丘陵潮湿处，海拔140至650米。